# Danilo Dos Santos
Danilo Alves Dos Santos (Goiânia, 5 januari 1984) is een Braziliaans volleyballer die bij Knack Randstad Roeselare speelde als receptie-aanvaller. Dos Santos speelde eerder bij het Portugese Fonte Bastardo en enkele Braziliaanse ploegen. Hij heeft een diploma boekhouding.

## Palmares
- Braziliaans kampioen 1999